# إنغريدا سيمونيته
إنغريدا سيمونيته (من مواليد 15 نوفمبر 1974) سياسية واقتصادية ليتوانية تشغل منصب رئيسة الوزراء ليتوانيا ، وقد تولت منصبها في 25 نوفمبر 2020. وهي ثاني سيدة تشغل هذا المنصب بعد كازيميرا برونسكينيه. بالإضافة إلى ذلك ، عملت إنغريدا سيمونيته كعضو في مجلس النواب لدائرة أنتاكلنيس منذ عام 2016 ، وكانت وزيرة للمالية في حكومة كوبيليوس الثانية من عام 2009 حتى عام 2012. وكانت مرشحة في انتخابات الرئاسة الليتوانية 2019. هي سياسية مستقلة ، على الرغم من أنها كانت منتسبة إلى حزب اتحاد الوطن.
دخلت سيمونيتو مجال السياسة عام 2016 عندما ترشحت كمرشحة مستقلة في الانتخابات البرلمانية لعام 2016 لتمثيل دائرة أنطاكالنيس في فيلنيوس ، وفازت في النهاية بمقعد في البرلمان. في عام 2018 ، أعلنت عن حملتها الانتخابية في الانتخابات الرئاسية لعام 2019 ؛ فازت بترشيح اتحاد الوطن. فازت بفارق ضئيل في الجولة الأولى من الانتخابات في 12 مايو 2019 ، قبل أن تحتل المركز الثاني خلف زميلتها المستقلة جيتاناس ناوزودا في جولة الإعادة في 26 مايو.

## نشأتها
ولدت سيمونيتو في فيلنيوس ، وتخرجت من جامعة فيلنيوس بدرجة في الأعمال التجارية في عام 1996 ، وحصلت لاحقًا على درجة الماجستير في عام 1998. وبدأت حياتها المهنية كخبير اقتصادي وموظفة عامة ، وعملت كرئيسة لقسم الضرائب في وزارة المالية حتى عام 2004 بقيت في قسم الضرائب حتى تم ترشيحها لشغل منصب وزيرة المالية في عام 2009 ، لتكليفها بتحفيز الاقتصاد الليتواني في أعقاب الركود الكبير. استقالت من المنصب في عام 2012 ، وعُينت نائبة رئيس مجلس إدارة بنك ليتوانيا ، ورئيسة مجلس جامعة فيلنيوس ، وأستاذ الاقتصاد في معهد جامعة فيلنيوس للعلاقات الدولية والعلوم السياسية ، والتمويل العام في جامعة أي اس أم للإدارة والاقتصاد.

## أوسمة وجوائز

### أوسمة الوطنية
- ليتوانيا: صليب ضابط من وسام فيتوتاس الكبير (16 فبراير 2015)